# Henutsen

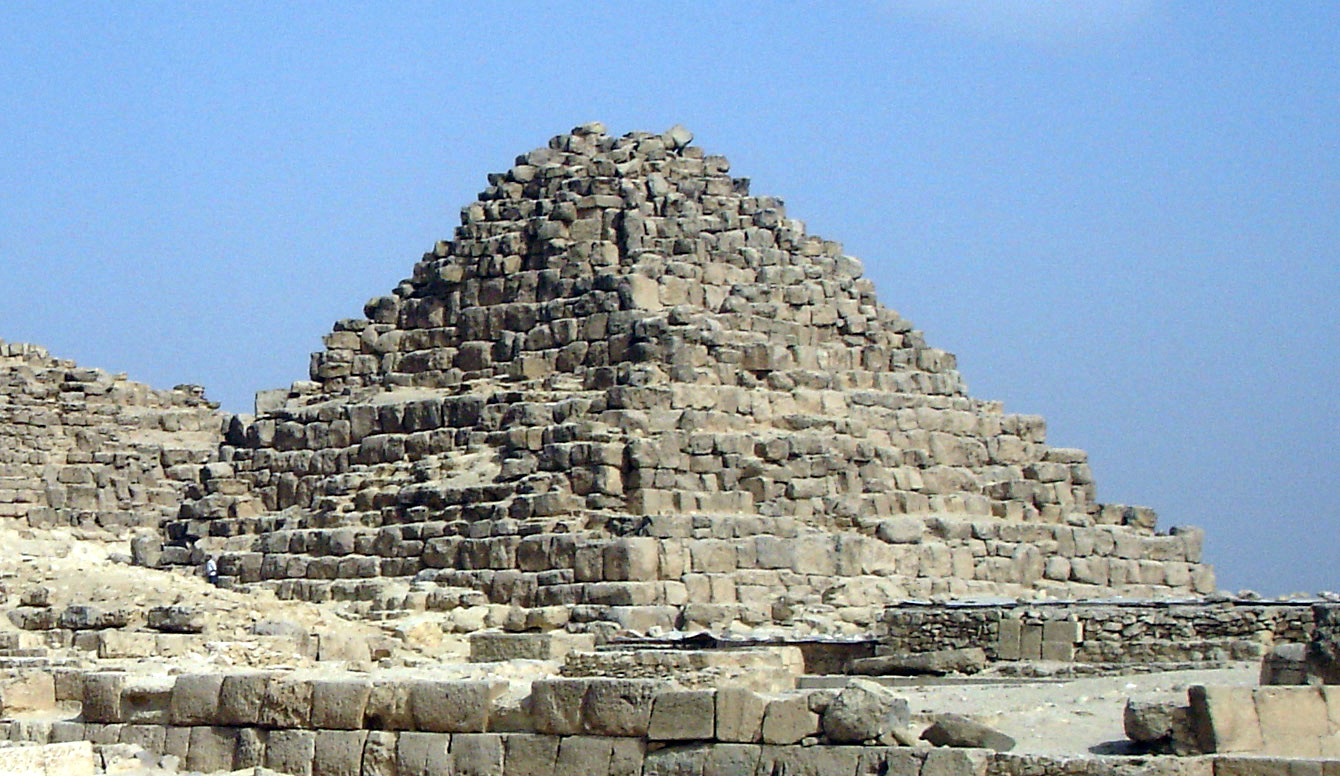
Kim tự tháp G1-c

Henutsen là một vương hậu sống vào thời kỳ Vương triều thứ 4 trong lịch sử Ai Cập cổ đại.

## Tiểu sử
Rất ít thông tin về cuộc đời của vương hậu Henutsen. Một số học giả nghĩ rằng, bà là con gái của Sneferu, nhưng Henutsen chưa từng nhận phong hiệu "Con gái của Vua". Người ta chỉ biết rằng, bà là vợ thứ của pharaon Khufu và là mẹ của ít nhất hai hoàng tử:
- Khufukhaf I, chánh án và là tể tướng. Vợ là phu nhân Nefertkau II[2], có hai con trai là Wetka, Iuenka và một con gái không rõ tên. Một vị quan có tên Khufukhaf II được cho là cháu của ông. Khufukhaf I và vợ được chôn cất tại mastaba đôi G 7130 - 7140[3], về sau bị phá hủy một phần để dựng đền thờ Isis thời kỳ Trung Vương quốc[4].
- Minkhaf I, chánh án và là tể tướng. Tên vợ và con trai của ông đã bị mất. Minkhaf và vợ là chủ nhân của mastaba đôi G 7430 - 7440[5][6].

Henutsen cũng được cho là mẹ của Khafre nhưng bà không mang danh hiệu "Mẹ của Vua", tương tự Meritites I, chị em - vợ của Khufu. Danh hiệu duy nhất được chứng thực của bà là "Vợ của Vua". Bằng chứng duy nhất gọi Henutsen là công chúa là một tấm bia thuộc Vương triều thứ 26, nhưng tấm bia này được cho là một sự giả mạo.

## Chôn cất
Henutsen có thể được an táng ở Kim tự tháp G1-c, phía nam Kim tự tháp Kheops, do những dòng chữ khắc có nhắc đến tên bà. Nhà nghiên cứu Rainer Stadelmann tin rằng Khufukhaf I chính là vua Khafre, và ông đã xây dựng lăng mộ kim tự tháp này cho mẹ mình, nhưng điều này còn mang nhiều sự hoài nghi. Kim tự tháp G1-c trước đây được cho là một kim tự tháp vệ tinh, nhưng sau đó được xác định là một kim tự tháp chưa hoàn thành và được xây một cách vội vàng.